# Le Havre Athletic Club Football Association
El Le Havre Athletic Club Football Association és un club de futbol francès de la ciutat de Le Havre.

## Història

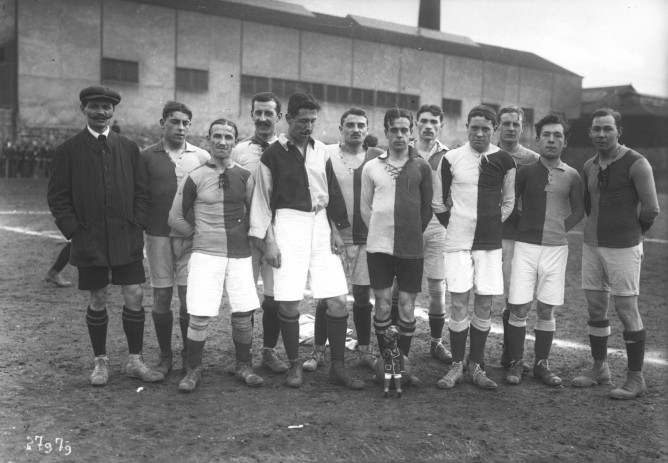
HAC l'any 1913.

Fundat el 1872 com a Havre Football Club, és l'entitat de futbol o rugbi més antiga creada a França. El 1882 adopta el nom Havre Athletic Club. El futbol començà a ser practicat regularment el 1894. El 1899 guanyà el títol de l'USFSA, repetint campionat la temporada següent. El 1933 es convertí en club professional, abandonant el professionalisme el 1964 abans de tornar-lo a adoptar el 1981. El nom actual l'adoptà el 2001.

## Palmarès
- 3 Lliga francesa de futbol: 1899, 1900, 1919
- 1 Copa francesa de futbol: 1959
- 1 Challenge des Champions: 1959.
- 4 Lliga francesa de segona divisió: 1938, 1959, 1985, 1991
- 1 Challenge international du Nord: 1900
- 2 Coupe Nationale: 1918, 1919
- 9 Campionat de Normandia de l'USFSA: 1900, 1901, 1902, 1903, 1905, 1906, 1907, 1909, 1919.
- 4 Campionat de Normandia: 1920, 1921, 1923, 1926.

## Jugadors destacats
| - Ibrahim Ba - Jean-Alain Boumsong - Pascal Chimbonda - Alou Diarra - Vikash Dhorasoo - Lassana Diarra - Didier Drogba - Xavier Gravelaine - Paul Pogba | - Michel Hidalgo - Anthony Le Tallec - Charles N'Zogbia - Marinos Ouzounidis - Milinko Pantić - Christophe Revault - Florent Sinama-Pongolle - Jean-Christophe Thouvenel |